# Laurent Lemotheux-d'Audier
Pour les articles homonymes, voir Audier.
Laurent Lemotheux-d'Audier, né le 9 août 1762 à Château-Gontier et mort le 19 novembre 1824 dans la même ville, était un homme politique français, député.

## Biographie
Les Lemotheux sont une famille de robe, originaire de la Papinière, en Cheré (Maine-et-Loire).
Il est fils de maître Elie-Laurent Lemotheux, avocat au parlement et aux sièges royaux de cette ville, et de dame Renée Gatineau. Chef de musique de la garde nationale de Château-Gontier (1790), secrétaire du comité révolutionnaire (6 brumaire an III), il est défenseur près le tribunal (1800) et magistrat de sûreté Magistrat de sûreté à Château-Gontier, il est élu, le 2 mai 1809, par le Sénat conservateur, député de la Mayenne au Corps législatif. Il est désigné comme un des Grands notables du Premier Empire du département de la Mayenne.
Il appartient à cette assemblée jusqu'en 1815. Il vote en 1814 la déchéance de Napoléon. Il accepte à nouveau les fonctions de député aux Élections législatives de juin 1814.
Jacques Bernier est choisi comme représentant de l'arrondissement de Château-Gontier aux Élections législatives de mai 1815 à la Chambre des Cent-Jours, par 29 voix sur 52 votants et 138 inscrits, contre Laurent Lemotheux-d'Audier (9 voix).
Le 24 août 1819, Lemotheux-Daudier, rallié à la Restauration, il est nommé juge au tribunal de Château-Gontier. À sa mort à 1824, il était juge d'instruction et officier de la Légion d'honneur.

## Sources
- « Laurent Lemotheux-d'Audier », dans Adolphe Robert et Gaston Cougny, Dictionnaire des parlementaires français, Edgar Bourloton, 1889-1891 [détail de l’édition]
- « Laurent Lemotheux-d'Audier », dans Alphonse-Victor Angot et Ferdinand Gaugain, Dictionnaire historique, topographique et biographique de la Mayenne, Laval, A. Goupil, 1900-1910 [détail des éditions] (BNF 34106789, présentation en ligne), t. II, Article Lemotheux